# 보트 트립
보트 트립(Boat Trip)은 미국, 독일에서 제작된 모트 나단 감독의 2002년 코미디 영화이다. 쿠바 구딩 쥬니어 등이 주연으로 출연하였고 프랭크 허브너 등이 제작에 참여하였다.

## 출연

### 주연
- 쿠바 구딩 쥬니어

### 조연
- 호라티오 샌즈
- 비비카 A. 폭스
- 로셀린 샌체즈
- 모리스 고딘
- 린 샤예
- 밥 건튼

## 제작진
- Line PD: 마이크 업턴
- 미술: 찰스 브린
- 의상: 팀 채펠
- Ass-PD: 브라이언 폴락
- Ass-PD: 제프리 F. 재뉴어리
- Ass-PD: 빌 비글로우
- Ass-PD: H.W. 포쉬
- Ass-PD: 클로스 렛티그
- Ass-PD: 애덤 리치먼
- 배역: 엔자 디아베그
- 배역: 로저 무센든